# Siegfried Wilke
Siegfried Wilke (* 24. April 1891 in Hellmitzheim; † 5. Dezember 1969 in Kitzingen) war von 1930 bis 1945 und von 1952 bis 1958 Bürgermeister bzw. Oberbürgermeister der unterfränkischen Stadt Kitzingen. Wilke wurde wegen seiner Bemühungen um den Wiederaufbau der kriegszerstörten Stadt im Jahr 1961 mit der Ehrenbürgerwürde ausgestattet. Im Oktober 2021 erkannte man ihm diese wieder ab, weil neue Details seines Wirkens im NS-Staat bekannt geworden waren.

## Leben
Siegfried Wilke wurde am 24. April 1891 in Hellmitzheim geboren, das damals im mittelfränkischen Bezirksamt Scheinfeld lag. Sein Vater Georg Wilke († 1933) war lutherischer Pfarrer im Ort und bemühte sich außerdem, das prähistorische Erbe des Kitzinger Landes zu erfassen. Nach Kitzingen waren es etwa 15 Kilometer und die Eltern fuhren mit dem jungen Siegfried zum Einkaufen in die nahe Stadt. In Kitzingen besuchte Siegfried Wilke für vier Jahre auch das Gymnasium, das damals in der Fischergasse angesiedelt war. Später siedelte die Familie ins oberfränkische Hof über. Siegfried Wilke kehrte später zurück nach Kitzingen. Dort stieg er 1930 schließlich zum Bürgermeister auf.
Anders als viele seiner Amtskollegen, die mit dem Machtantritt der Nationalsozialisten 1933 aus dem Amt entfernt wurden, blieb Wilke auch nach 1933 Bürgermeister. Die Stadtarchivarin von Kitzingen, Doris Badel, urteilt, dass Wilke kein typischer, unkritischer „Mitläufer“ der NS-Ideologie gewesen sei. Er forcierte in seiner Stadt früh die Verfolgung der jüdischen Bevölkerungsminderheit, zu einer Zeit, als hierzu noch kein Druck von höheren staatlichen Stellen ausgeübt wurde. Im März 1933 sorgte er dafür, dass der junge Benno Oppenheimer in „Schutzhaft“ genommen wurde. Nachdem seine Anträge auf Haftentlassung abgelehnt worden waren, beging Oppenheimer 1940 im KZ Sachsenhausen Selbstmord.
Bei Kriegsende verhandelte er zusammen mit anderen Honoratioren und den in der Stadt einquartierten Wehrmachtsverbänden über die kampflose Übergabe Kitzingens. Obwohl die Stadt bereits unter Artilleriebeschuss der Amerikaner stand, konnten so weitere Kriegsschäden abgewendet werden. Am 23. Mai 1945 wurde Wilke von den Amerikanern abgesetzt. Dem parteilosen Wilke gelang aber im Jahr 1952 die Neuwahl zum Oberbürgermeister des inzwischen kreisfreien Kitzingen. Das Amt des Oberbürgermeisters hatte Siegfried Wilke bis ins Jahr 1958 inne. In dieser Zeit trieb er den Wiederaufbau der Stadt voran. Wilke starb am 5. Dezember 1969 mit 78 Jahren in Kitzingen.
1956 erhielt Wilke das Bundesverdienstkreuz Erster Klasse für die Organisation des Wiederaufbaus im zerstörten Kitzingen. Nachdem der Kitzinger Stadtrat im Jahr 1961 sogar eine Goldene Stadtplakette für Wilke schaffen wollte, entschied man sich kurzfristig dazu, den Altbürgermeister zum Ehrenbürger zu ernennen. Die Verleihungsurkunde wurde vom ebenfalls NS-belasteten Künstler Richard Rother geschaffen.

## Nachleben
In einem 1983 veröffentlichten Buch schilderte die Historikerin Elke Fröhlich den Beitrag Wilkes zur Verhaftung von Benno Oppenheimer. 38 Jahre danach handelte die Stadt Kitzingen. Im Jahr 2021 wurden dem Ehrenbürger Wilke posthum alle Ehrenrechte aberkannt. Der Kitzinger Stadtrat entschied außerdem, sein Ehrengrab auf dem Städtischen Friedhof aufzuheben. Im September desselben Jahres war die Siegfried-Wilke-Straße in Dagmar-Voßkühler-Straße umbenannt worden.